# Jagoda Maternia
Jagoda Maternia (ur. 8 lutego 1997 r. w Rzeszowie) – polska siatkarka, grająca na pozycji przyjmującej. Od sezonu 2018/2019 występuje w klubie UNI Opole.